# Samsung Galaxy S4 Mini
Il Samsung Galaxy S4 Mini è uno smartphone basato sul sistema operativo Android sviluppato da Samsung. Annunciato il 31 maggio 2013 e distribuito sul mercato il 1º luglio 2013, è la versione ridotta del Samsung Galaxy S4 e considerato il successore del Samsung Galaxy S III Mini. È provvisto di un design simile al suo fratello maggiore.

## Caratteristiche tecniche
Il S4 Mini è realizzato con un design in policarbonato, al pari del S4. Internamente è dotato di una CPU Snapdragon 400, processore dual-core a 1.7 GHz, 1.5 Gb di RAM, 8 GB di storage interno, espandibile tramite schede microSD, schermo da 4.27 pollici (con risoluzione 960 x 540 pixel) di tipo Super AMOLED Rgb con una densità di pixel pari a 256 ppi.
È inoltre dotato di una videocamera anteriore da 1.9 megapixel e di una posteriore da 8 megapixel.

### Versioni
Il Galaxy S4 Mini è disponibile nelle seguenti versioni:
- GSM & HSDPA (GT-I9190)
- LTE 4G (GT-I9195), con supporto NFC
- Dual SIM (GT-I9192), con 8 GB di memoria interna
- TD-SCDMA (GT-I9198)
- Plus (GT-I9195I), con processore Qualcomm Snapdragon 410 quad core da 1,2 GHz
- Plus Dual SIM (GT-I9192I) Versione plus col supporto Dual SIM

### Dimensioni e massa
Altezza: 124.6 mm

Larghezza: 61.3 mm

Spessore: 8.9 mm

Massa: 107g

### Funzioni
- S-voice - permette di utilizzare lo smartphone tramite comandi vocali.
- Standby intelligente - mette in pausa la riproduzione dei video quando si distoglie lo sguardo dal telefono.
- Samsung WatchON - consente di utilizzare lo smartphone come telecomando del televisore e del condizionatore.
- Social Tag - una funzione che permette di associare ai volti delle persone presenti nelle foto scattate i rispettivi profili sui social network, riconoscendoli nuovamente in foto future.
- Chiamata diretta - permette di effettuare una chiamata portando semplicemente lo smartphone all'orecchio.
- AllShare Play - una funzione che permette di condividere i contenuti multimediali attraverso una connessione wireless verso qualunque dispositivo dotato di supporto DLNA.
- S Beam - tramite questo meccanismo di condivisione rapida possono essere scambiati dati senza connessioni wi-fi o segnale di rete ad una velocità di circa 5Mb/s.
- Modalità Privata (solo versione plus) - Funzione che permette di nascondere i dati privati di galleria, lettore musicale e archivio tramite PIN, Segno o Password

### Problemi
Alcuni esemplari venduti in Europa presentano un consumo anomalo della batteria (Battery Drain Problem). Questi modelli presentano un consumo della batteria del 3% circa ogni ora in modalità aereo, i modelli privi di difetti invece hanno un consumo di 0.1-0.2% ogni ora nelle stesse condizioni. Sembra che tale problema sia dovuto ad una serie di chip per il risparmio energetico difettosi.

## Sistema operativo
Il Galaxy S4 Mini è equipaggiato nativamente con il sistema operativo Android in versione 4.2.2 Jelly Bean e con l'interfaccia utente proprietaria Samsung TouchWiz.
Il 2 luglio 2014 il sistema operativo è stato aggiornato alla versione 4.4.2 Kit Kat, per i modelli con marchio Vodafone. Mentre i dispositivi no brand e brand (Tim, Wind e H3G) hanno ricevuto Android 4.4.2 KitKat nel corso del novembre 2014.
Inoltre la versione Plus è stata immessa sul mercato con Android 4.4.4 preinstallato.